# Хронологија радничког покрета и КПЈ 1937.
| претходна целина: ◄ 1920—1929. |                              |
| Хронологија радничког покрета и Комунистичке партије Југославије током 1930-их 1930. 1931. 1932. 1933. 1934. 1935. 1936. 1937. 1938. 1939. | следећа целина: 1940—1949. ► |

Хронолошки преглед важнијих догађаја везаних за Раднички покрет Југославије и Комунистичку партију Југославије (КПЈ), као и општа политичка дешавања која су се догодила у Краљевини Југославији током 1937. године.
| Јануар Фебруар Март Април Мај Јун Јул Август Септембар Октобар Новембар Децембар |

## Јануар

#### 25. јануар
- Група од око 15 југословенских студената, који су студирали у Чехословачкој, отпутовала из Прага у Париз, одакле се преко „партијске везе” пребацила у Шпанију, где су у редовима Интернационалних бригада учествовали у Шпанском грађанском рату и борили се против фашизма. У овој групи, која је била једна од првих група југословенских добровољаца, налазили су студенти — Вељко Влаховић, Бранко Крсмановић, Ратко Павловић Ћићко, Мирко Ковачевић, Иван Турк, Лазар Латиновић, Илија Енгел, Анђелко Радошевић, Мирко Хорват, Сигберт Бастијанчић, Ахмет Фетахагић, Рудолф Јанхуба, Матија Шипрак, Лазар Удовички и Ратко Вујовић Чоче.

## Март

#### 3. март
- У ноћи 3/4. марта ратни брод Краљевске југословенске ратне морнарице на Јадрану, у близини Зеленика, код Херцег Новог, открио француски трговачки брод „Корзика”, који је требао да покупи око 300 добровољаца, који су пошли у Барселону, како би се на страни Интернационалних бригада борили у Шпанском грађанском рату. Том приликом на броду су ухапшени Адолф Мук (1893—1943), члан Политбироа ЦК КПЈ и Антон Франовића, организатори илегалне акције пребацивања. Истовременом полицијском акцијом на обали у близини Чања ухапшено је око 120 добровољаца, које је претходно организовао Покрајински комитет КПЈ за Црну Гору. У току полицијске истраге, Мук се није добро држао и одао је многе партијске сараднике. Због лоше организације пребацивања добровољаца, Мук је у децембру одлуком ЦК КПЈ искључен из КПЈ, а његов неуспех био је почетак политичког пада Милана Горкића (1904—1937), генералног секретара КПЈ, који је 1. новембра стрељан у Москви. Мук и Франовић су због организације илегалног пребацивања добровољаца били осуђени на вишегодишње затворске казне, а Мука су 21. априла 1943. стрељали италијански окупатори.[1]

## Април

#### 14. април
- У Загребу у дворишту студентског дома у Руњаниновој улици франковци (претече усташа) убили Крсту Љубичића (1915—1937) студента Правног факултета, члана левичарског студентског друштва „Свјетлост“ и антифашисту. Сукоб студената франковаца и комуниста на Загребачком свеучилишту, били су чести у време Шпанског грађанског рата. Франковци су неколико дана раније, 9. априла тешко ранили Драгутина Колмана, студента права и председника друштва „Свјетлост”, а 12. априла је на Тргу краља Александра I дошло до великог сукоба студената франковаца и комуниста, током кога је интервенисала жандармерија. Убиство Љубичића изазвало је револт јавности, а испраћај његових посмртних остатак из Загреба, 16. априла био је претворен у масовну демонстрацију против фашизма, којој је присуствовало 10.000 људи.[2]

#### 17. април
- У Чебинама, код Трбовља, у току ноћи 17/18. априла, одржан Оснивачки конгрес Комунистичке партије Словеније (КПС), која је била интегрални део Комунистичке партије Југославије (КПЈ). Конгресу је присуствовало 11 делегата, који су заступали партијске организације из Љубљане, Трбовља, Јесенице, Крања, Савињске долине и Беле крајине. На Конгресу је анализирано стање партијских организација на подручју Словеније и планови будућег рада КП Словеније, а на крају је изабран Централни комитет, од 9 чланова, чији је секретар био Франц Лескошек. Партија је 1952. променила назив у Савез комуниста Словеније, а до јануара 1990. је деловала у оквиру Савеза комуниста Југославије, када је након његовог распада променила назив и од 2005. делује под именом Социјалдемократе.[2]

## Август

#### 1. август
- У Аниндолу, код Самобора, у току ноћи 1/2. августа, одржан Оснивачки конгрес Комунистичке партије Хрватске (КПХ), која је била интегрални део Комунистичке партије Југославије (КПЈ). Конгресу је присуствовало 16 делегата, који су заступали партијске организације из Осијека, Сплита, Сушака, Сиска, Вараждина и Загреба. На Конгресу је анализирано стање партијских организација на подручју Хрватске и Далмације и планови будућег рада КП Хрватске, а на крају је изабран Централни комитет, од 12 чланова, чији је секретар био Ђуро Шпољарић, дотадашњи секретар Покрајинског комитета КПЈ за Хрватску. Партија је 1952. променила назив у Савез комуниста Хрватске, а до јануара 1990. је деловала у оквиру Савеза комуниста Југославије, када је након његовог распада променила назив и од 1994. делује под именом  Социјалдемократска партија Хрватске.[3]

## Новембар

#### 1. новембар
- У Москви, у току „стаљинових чистки“, осуђен на смрт и истог дана стрељан Милан Горкић (1904—1937), секретар Централног комитета КПЈ. Горкић је на реферисање у Москву позван у току јула, у време жестоких чистки, када су многи чланови руководства комунистичких партија сумњичени као шпијуни, троцкисти, агенти и др. Његов углед у Коминтерни нагло је пао након хапшења Адолфа Мука и пропасти акције пребацивања добровољаца у Шпанију, почетком марта. Одлуком Врховног суда СССР Горкић је рехабилитован априла 1956, а јуна исте године га је политички рехабилитовала Контролна партијска комисија ЦК КПСС.[3]

| Јануар Фебруар Март Април Мај Јун Јул Август Септембар Октобар Новембар Децембар |